# 一平浪镇
一平浪镇是中华人民共和国云南省楚雄彝族自治州禄丰市境内的一个镇。原名矣皮蒗，是彝语“水菁岔口”之意。后因建一平浪滇西企业局，故改现名。盛产井盐和煤。

## 历史沿革
一平浪原为10户50多人的彝族聚居地，名字是“矣皮蒗”，是彝语音译，意为“水菁岔口”。1931年10月，龙云委派张冲担任财政厅盐运史来此，开发“元永井”的井盐、“干海资”的煤资源，改地名为一平浪。1933年2月8日报送省府采取“移卤就煤”政策，在元永井新建深100米的竖井1口，在一平浪建锅盐灶360间，1932年到1937年9月从元永井到一平浪的宽3米长21公里的陶釉输卤沟竣工。1936年4月14日，中国工农红军第二、六军团长征歼灭元永井保井队、缉私队武装200余人，招收新兵500余人。1938年8月27日一平浪制盐场正式投产，结束了云南伐薪煎盐的历史。年产食盐9000吨。1940年归广通县管辖，一平镇设于“舍资街”。1941年5月与新庄煤矿矿务局合并成立滇西企业局。
1953年广通县政府迁居一平浪镇老街。1958年广通县并入禄丰县。1960年一平浪并入舍资公社，直属于楚雄州政府。1962年从舍资公社分出设立一平浪镇并划归禄丰县。1966年又改称一平浪公社。1967年又改属舍资公社，1969年又将原舍资镇划出，一平浪仍称镇。2006年1月，一平浪镇和舍资镇合并，称一平浪镇。

## 行政区划
一平浪镇下辖以下地区：
舍资村、苏家村、三村、横沟村、中兴井村、杞栽村、纳甸村、阿井村、秋木园村、黑苴村、元永井村、一平浪村、干海资村和大窝村。

## 人口
2009年末总人口为46232人，有汉、彝、苗、回、傈僳、白、纳西族等民族，其中彝族8925人，占全镇总人口的19.3%。

## 交通
一平浪镇交通发达，成昆铁路、320国道横贯境内。